# District Tsjerekski
District Tsjerekski (Russisch: Черекский райо́н) is een district in het zuiden van de Russische autonome republiek Kabardië-Balkarië. Het district heeft een oppervlakte van 2.210 vierkante kilometer en een inwonertal van 26.956 in 2010. Het administratieve centrum bevindt zich in Kashkhatau.
Bestuurlijk centrum: Naltsjik

Steden: Baksan · Majski · Nartkala · Prochladny · Terek · Tsjegem · Tyrnyaoez

Districten: Baksanski · Elbroesski · Leskenski · Majski · Oervanski · Prochladnenski · Terski · Tsjegemski · Tsjerekski · Zolski